# Funció zeta d'Ihara
En matemàtiques, la funció zeta d'Ihara és una funció zeta associada a un graf finit. S'assembla molt a la funció zeta de Selberg, i s'utilitza per relacionar els camins tancats amb l'espectre de la matriu d'adjacència. La funció zeta d'Ihara va ser definida per primera vegada per Yasutaka Ihara en la dècada del 1960 en el context de subgrups discrets del grup lineal especial p-àdic de dos per dos. Jean-Pierre Serre va suggerir en el seu llibre Trees (Arbres) que la definició original d'Ihara es pot reinterpretar graf-teòricament. Va ser Toshikazu Sunada qui va posar en pràctica aquest suggeriment el 1985. Segons va observar Sunada, un graf regular és un graf de Ramanujan si i només si la seva funció zeta d' Ihara satisfà un anàleg de la hipòtesi de Riemann.

## Definició
La funció zeta d'Ihara es pot definir mitjançant una fórmula similar al producte d'Euler per a la funció zeta de Riemann:
{\displaystyle {\frac {1}{\zeta _{G}(u)}}=\prod _{p}({1-u^{L(p)}})}
Aquest producte es fa càrrec de tots els camins principals p del gràf {\displaystyle G=(V,E)} – és a dir, cicles tancats {\displaystyle p=(u_{0},\ldots ,u_{L(p)-1},u_{0})} de tal manera que
{\displaystyle (u_{i},u_{(i+1){\bmod {L}}(p)})\in E~;\quad u_{i}\neq u_{(i+2){\bmod {L}}(p)~},}
i {\displaystyle L(p)} és la longitud del cicle p, tal com s'utilitza en les fórmules anteriors. Aquesta formulació en la configuració graf-teòrica es deu a Sunada.

## La fórmula d'Ihara
Ihara (i Sunada en la configuració graf-teòrica) va demostrar que per a grafs regulars la funció zeta és una funció racional. Si G és k-regular amb matriu d'adjacència A, llavors
{\displaystyle \zeta _{G}(u)={\frac {1}{(1-u^{2})^{\chi (G)-1}\det(I-Au+(k-1)u^{2}I)}}\ }
on χ és el rang del circuit.
La funció zeta d'Ihara és, de fet, sempre el recíproc d'un polinomi:
{\displaystyle \zeta _{G}(u)={\frac {1}{\det(I-Tu)}}~,}
on T és l'operador d'adjacència de vora de Hashimoto. Hyman Bass va donar una fórmula determinant que implica l'operador d'adjacència.

## Aplicacions
La funció zeta d'Ihara té un paper important en l'estudi de grups lliures, teoria espectral de grafs, i sistemes dinàmics, especialment dinàmiques simbòliques, on la funció zeta d'Ihara és un exemple de la funció zeta de Ruelle.